# Іссам Джебалі
Іссам Джебалі (араб. عصام الجبالي, нар. 25 грудня 1991, Меджаз-ель-Баб) — туніський футболіст, півзахисник, нападник клубу «Оденсе».
Виступав, зокрема, за клуби «Етюаль дю Сахель» та «Ельфсборг», а також національну збірну Тунісу.
Чемпіон Норвегії. Володар Кубка Норвегії.

## Клубна кар'єра
У дорослому футболі дебютував 2009 року виступами за команду клубу «Етюаль дю Сахель», в якій провів три сезони, взявши участь у 33 матчах чемпіонату. 
Згодом з 2013 по 2016 рік грав у складі команд клубів «Зарзіс», «Етюаль дю Сахель» та «Вернамо».
Своєю грою за останню команду привернув увагу представників тренерського штабу клубу «Ельфсборг», до складу якого приєднався 2016 року. Відіграв за команду з Буроса наступні два сезони своєї ігрової кар'єри. Більшість часу, проведеного у складі «Ельфсборга», був основним гравцем команди. У складі «Ельфсборга» був одним з головних бомбардирів команди, маючи середню результативність на рівні 0,34 голу за гру першості.
До складу клубу «Русенборг» приєднався 2018 року. Станом на 13 жовтня 2018 року відіграв за команду з Тронгейма 7 матчів у національному чемпіонаті.

## Виступи за збірну
У 2018 році дебютував в офіційних матчах у складі національної збірної Тунісу.
| Дата      | Місто   | Господарі | Результат | Гості    | Турнір                                  | Голи | Примітки  |
| --------- | ------- | --------- | --------- | -------- | --------------------------------------- | ---- | --------- |
| 9-9-2018  | Манзіні | Есватіні  | 0 – 2     | Туніс    | Відбір до Кубка африканських націй 2019 | -    | 82'       |
| 5-6-2021  | Радес   | Туніс     | 1 – 0     | ДР Конго | товариський матч                        | -    | 81'       |
| 15-6-2021 | Радес   | Туніс     | 1 – 0     | Малі     | товариський матч                        | -    | 70' 90+4' |
| Усього    |         | Матчів    | 3         |          | Голів                                   | 0    |           |

## Титули і досягнення
- Володар Кубка Тунісу (2):

«Етюаль дю Сахель»: 2011-12, 2013-14
- Чемпіон Норвегії (1):

«Русенборг»: 2018
- Володар Кубка Норвегії (1):

«Русенборг»: 2018